# Коккерелл, Теодор

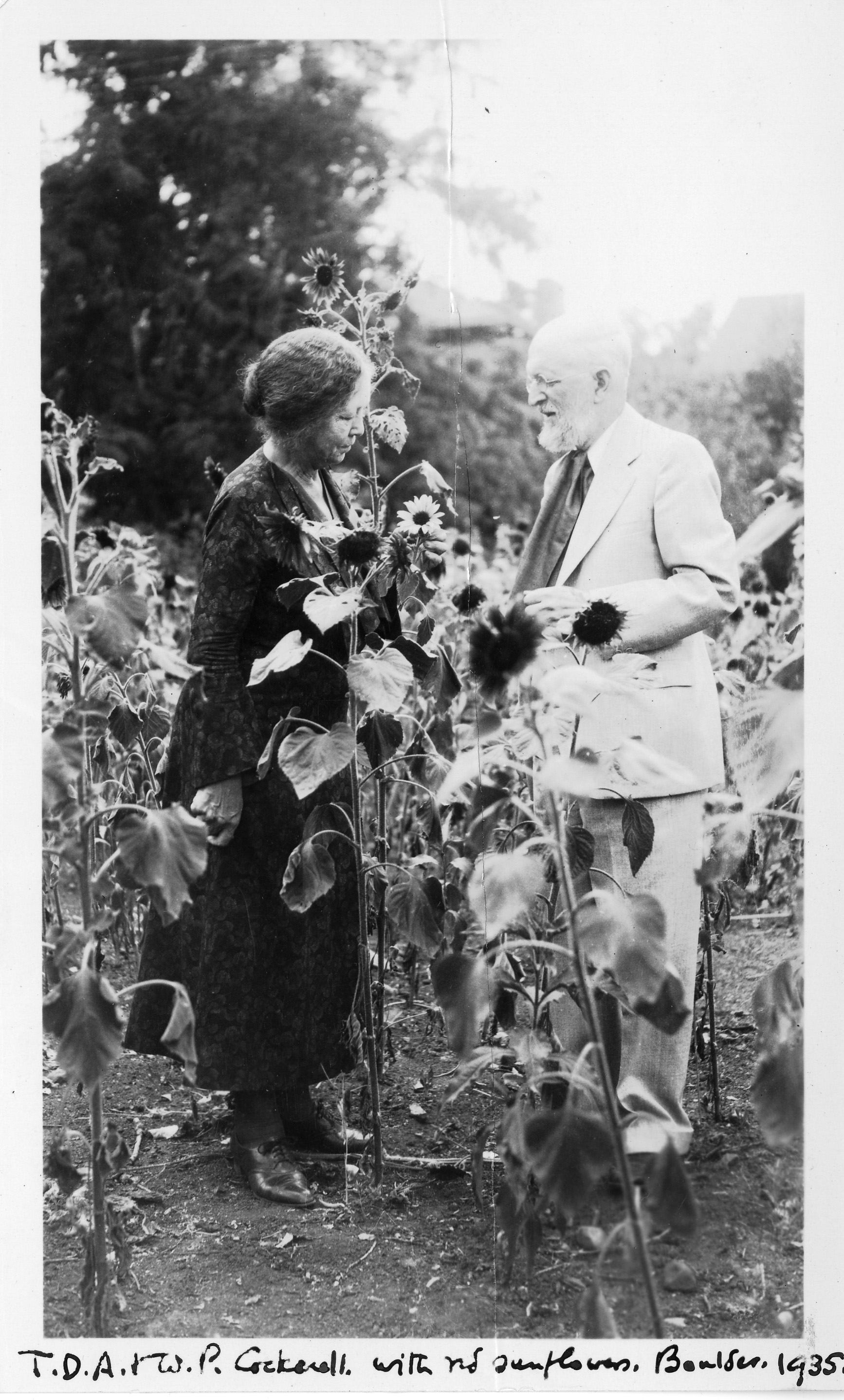
На фотографии 1935 года ботаник Wilmatte Porter Cockerell (1871—1957) и натуралист Theodore Dru Alison Cockerell (1866—1948), ставшие супругами в 1900 году. В 1901 году, он назвал в её честь растение Mexichromis porterae.

Теодор Коккерелл (англ. Theodore Dru Alison Cockerell; 22 августа 1866 года — 26 января 1948 года) — американский энтомолог, палеонтолог, ботаник, один из крупнейших в истории таксономистов, описавший около 10 тыс. видов организмов.

## Биография
Родился 22 августа 1866 года в Англии (Norwood, Великобритания). Он был братом Сэра Сиднея Карлайла Коккерелля (Sir Sydney Carlyle Cockerell, 1867—1962), куратора Британского Музея и коллекционера, Дугласа Беннета Коккерелля (Douglas Bennett Cockerell; 1870—1945), переплетчика и художника, и Олив Джулиет Коккерелль (Olive Juliet Cockerell, 1868—1910), художницы и книжного иллюстратора. Образование получил в Middlesex Hospital Medical School. . Некоторое время работал в Британском Музее, где испытал влияние многих великих биологов того времени, включая Альфреда Уоллеса. Однако, болезнь (туберкулёз) вынудила его переехать в места с более тёплым климатом и он отправился в США, где исследовал насекомых и растения в штате Колорадо в 1887-90 годах.
В течение его трёхлетнего нахождения в Колорадо, Коккерелл зарабатывал в Westcliffe, выполняя случайные хозяйственные работы для местных богатых семейств. Он также реализовал свои художественные таланты, рисуя валентинки для детей города и давал уроки художественного искусства местным леди.
В это время он написал множество писем Энни Фенн (Annie Fenn), девушке, в которую влюбился ещё будучи в Англии. Но посылал их не напрямую, а через её брата Фредерика, который тайно передавал их своей сестре, потому что их отец не одобрял отношения Энни с Коккереллом — социалистом, который имел туберкулёз, но не имел ни своего дома, ни уважаемой карьеры. Чтоб отец не обнаружил эти письма, Энни переписывала их в свои записные книжки.
После того, как родственники решили, что его здоровье поправилось, Коккерелл возвратился в Англию в 1890 году и, после того, как отец Энни дал своё благословение, женился на Энни в следующем году. Однако, его первая жена Annie Fenn умерла во время родов второго ребёнка в 1893 году.
- в 1891—1901 — куратор публичного музея Кингстона (Ямайка), профессор энтомологии New Mexico Agricultural Experiment Station (ныне New Mexico State University)
- в 1892 году в честь признания его заслуг в качестве энтомолога, был избран членом энтомологического общества штата Вашингтон (Entomological Society of Washington)
- в 1900 — женился на ботанике Wilmatte Porter Cockerell (1871—1957)
- в 1900-03 — инструктор биологии в New Mexico Normal University (ныне Highlands University, Лас-Вегас)
- в 1903-04 — куратор Colorado College Museum (Колорадо-Спрингс)
- в 1906-34 — профессор зоологии в Университете Колорадо (University of Colorado).
- в 1923 году он был избран президентом Энтомологического общества Америки (Entomological Society of America).

Совершил многочисленные экспедиции: Индия, Австралия, Аргентина, Перу, Сибирь, Южная Африка и Япония. В экспедициях его сопровождала будущая вторая жена ботаник Wilmatte Porter Cockerell (1871—1957). В её честь он назвал растение Mexichromis porterae.
Одно из зданий студенческого кампуса Университета Колорадо названо в честь Коккерелла.
Умер 26 января 1948 года в Сан-Диего, Калифорния.

## Новые таксоны
Коккерелл был одним из крупнейших таксономистов в истории, опубликовавший описания более 9000 видов и родов насекомых, из которых 6400 таксонов были представителями пчёл, а также около 1000 видов моллюсков, паукообразных, грибов, млекопитающих, рыб и растений.

## Труды
Автор более чем 2200 научных публикаций, прежде всего по систематике Hymenoptera, Hemiptera, Mollusca, палеонтологии. Кроме того, им опубликовано около 1700 статей в других областях, включая социальные реформы и образование.
- 1910 : Some Bees of the Genus Augochlora from West Indies
- 1910 : The Scales of the Mormyrid Fishes
- 1913 : Observations on Fish Scales
- 1913 : Some Fossil Insects from Florissant (Colorado)[5].
- 1920 : Zöology; a textbook for colleges and universities (World book company, Yonkers-on-Hudson, N. Y.)[6].